# Raadhuis van Tegelen
Het Raadhuis van Tegelen is een monumentaal pand in het Venlose stadsdeel Tegelen.

## Geschiedenis

### Totstandkoming
Het Tegelse raadhuis werd in 1939 gebouwd naar ontwerp van de architect Frits Peutz. In 1940 werd het, nog niet geheel voltooid, als dienstgebouw in gebruik genomen. In 1947 werd het gebouw officieel geopend en in datzelfde jaar voorzien van het monumentale fronton, naar ontwerp van de beeldend kunstenaar Charles Eyck. De kleiwarenfabriek Russel-Tiglia heeft voor de totstandkoming gratis materiaal, materieel en mankracht ter beschikking gesteld.
In 1986 werden de achterste twee vleugels gesloopt en voorzien van de nieuwe achterbouw in twee bouwlagen, zoals die nu nog zichtbaar is. De bouwstijl is een mengeling van de Delftse School en het neoclassicisme. Kenmerkend voor het brede oeuvre van Peutz, die bekendstaat om het postmodernisme in zijn ontwerpen.

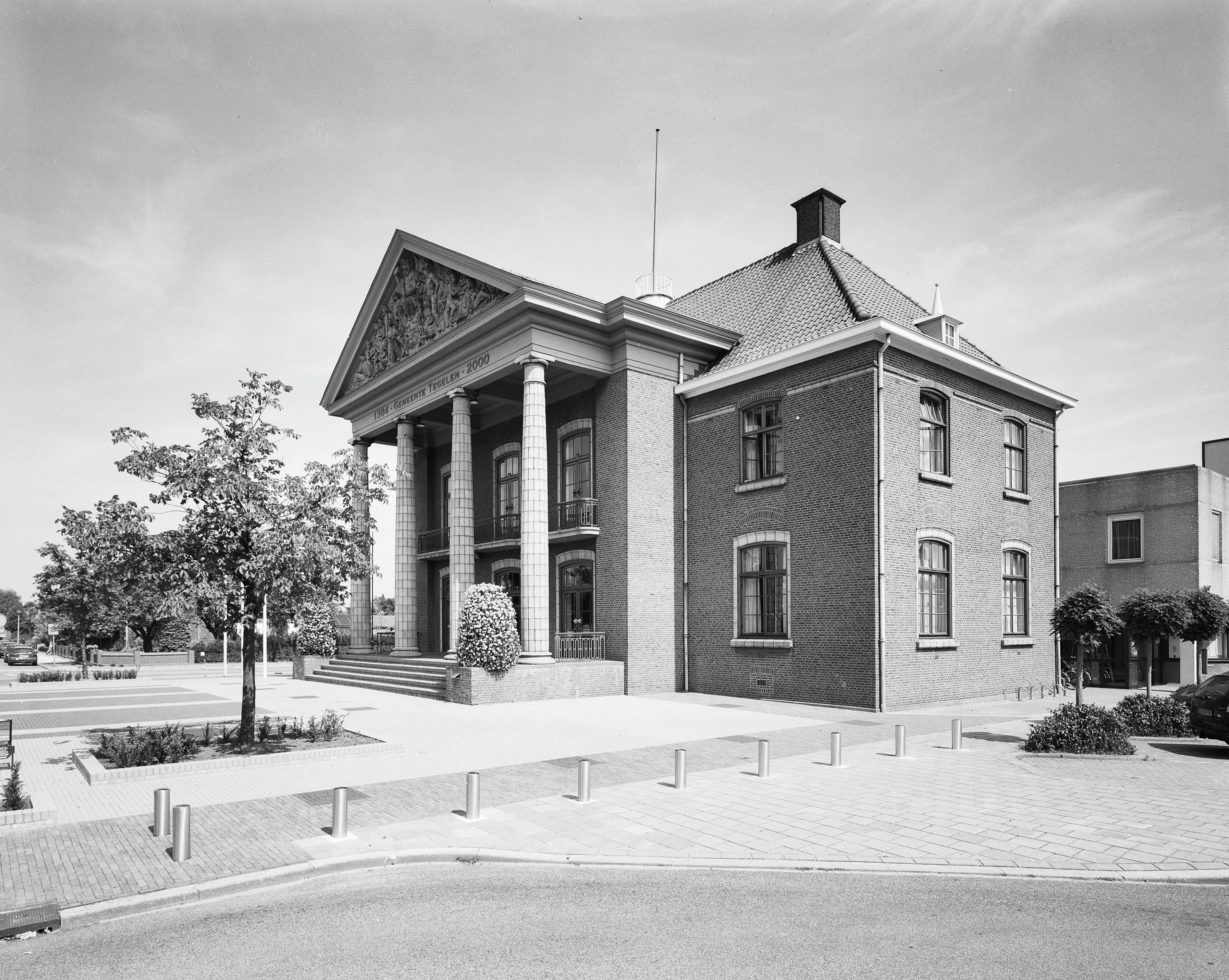
Het gebouw in 2001

### Nieuwe bestemmingen
In 2001 werd de gemeente Tegelen, net als de gemeente Belfeld, na gemeentelijke herindeling, bij Venlo gevoegd. Daarmee verloor het raadhuis zijn functie. De "nieuwe" gemeente Venlo vestigde er een drukbezochte stadswinkel, die door bezuinigingen op 1 december 2010 werd gesloten. In april 2012 vestigde het Ithaka Science Center zich in het pand. Dit wetenschappelijk en educatief museum sloot haar deuren alweer eind juni 2013. Later kwamen er plannen om er een zogenaamd 'huis van de wijk' te vestigen. Gemeentelijke voorzieningen als de plaatselijke bibliotheek en gezondheids- en welzijnsinstellingen zouden er een plek moeten krijgen.

## Architectuur
De portico bestaat uit de verhoogde entree (de treden), vier min of meer Dorische zuilen, het hoofdgestel met daarop het driehoekige fronton, waar, in diepreliëf, voorstellingen zijn aangebracht die verband houden met de industrieën in Tegelen. Het ontwerp is van Charles Eyck. Door de verhoogde entree wordt ook het hoogteverschil tussen beide zijkanten gecorrigeerd. De entree in het achtergelegen bouwlichaam bestaat uit drie openslaande deuren. Op dezelfde wijze worden deze herhaald op de eerste verdieping. Hier bevindt zich ook een doorlopend balkon, dat in het midden licht naar voren steekt.
De originele gevels zijn opgetrokken uit rode baksteen. Boven de licht gebogen ramen en deuren zijn rollagen aangebracht. Rond de benedenramen en de openslaande deuren is gebruikgemaakt van gele gebakken profielsteen. De bovenramen hebben alleen een vensterbank van dezelfde stenen. De zuilen van de portico zijn ook bekleed met gele profielsteen, alsmede de doorlopende band onder het dakoverstek. Basement en kapiteel van de zuilen zijn van hardsteen. Voor de rest van het frontstuk en het balkon is geprofileerd en afgepleisterd beton gebruikt. Het dak is afgedekt met een rode, gebakken, holle pan.
In 1986 is de achterliggende bouw aangepast aan de moderne eisen voor openbare- en kantoorgebouwen. De nieuwe ingang werd een glazen tussenpui aan de zuidzijde van het gebouw. De entree aan de voorzijde werd vanaf dat moment niet meer gebruikt.

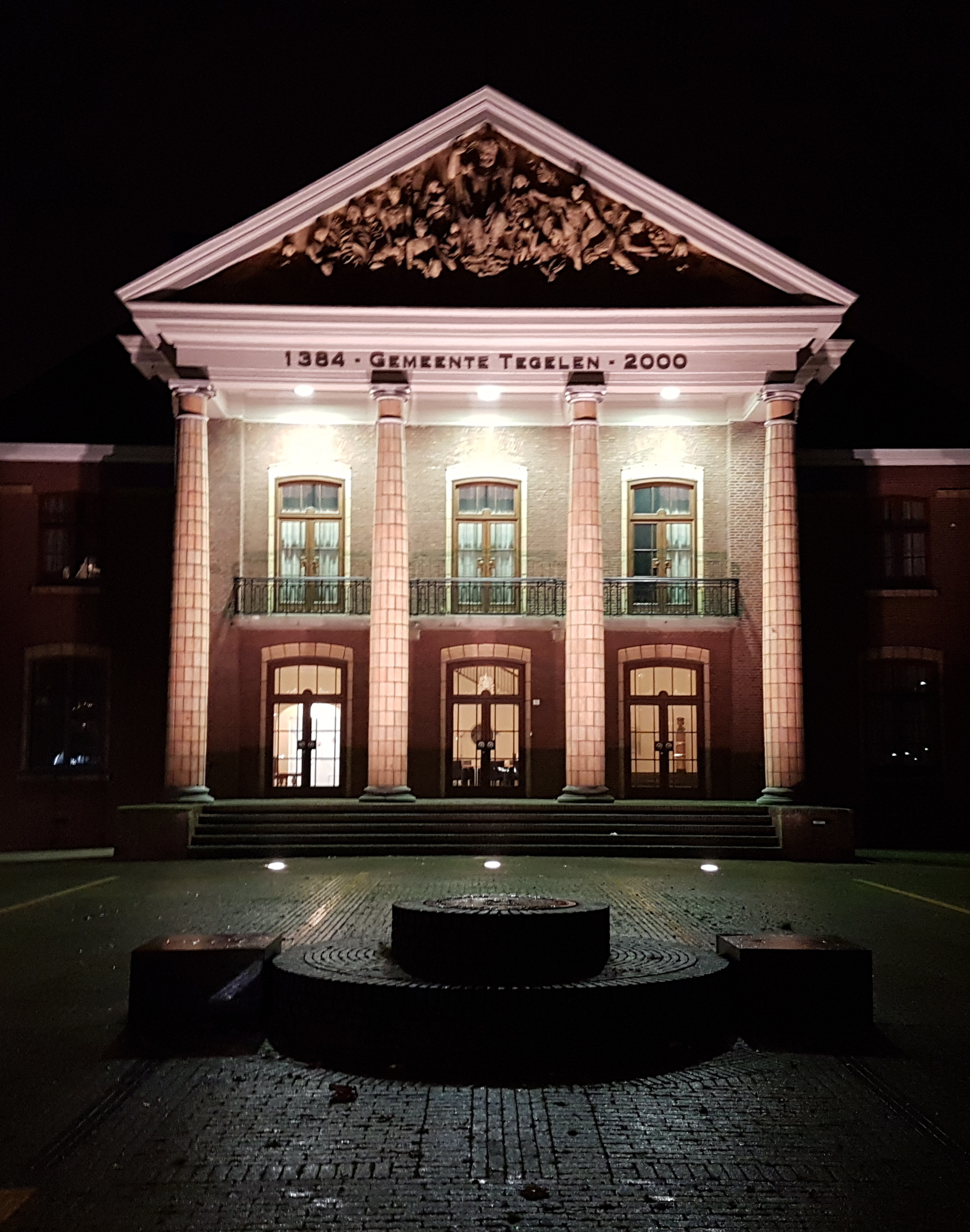
Portico bij avond
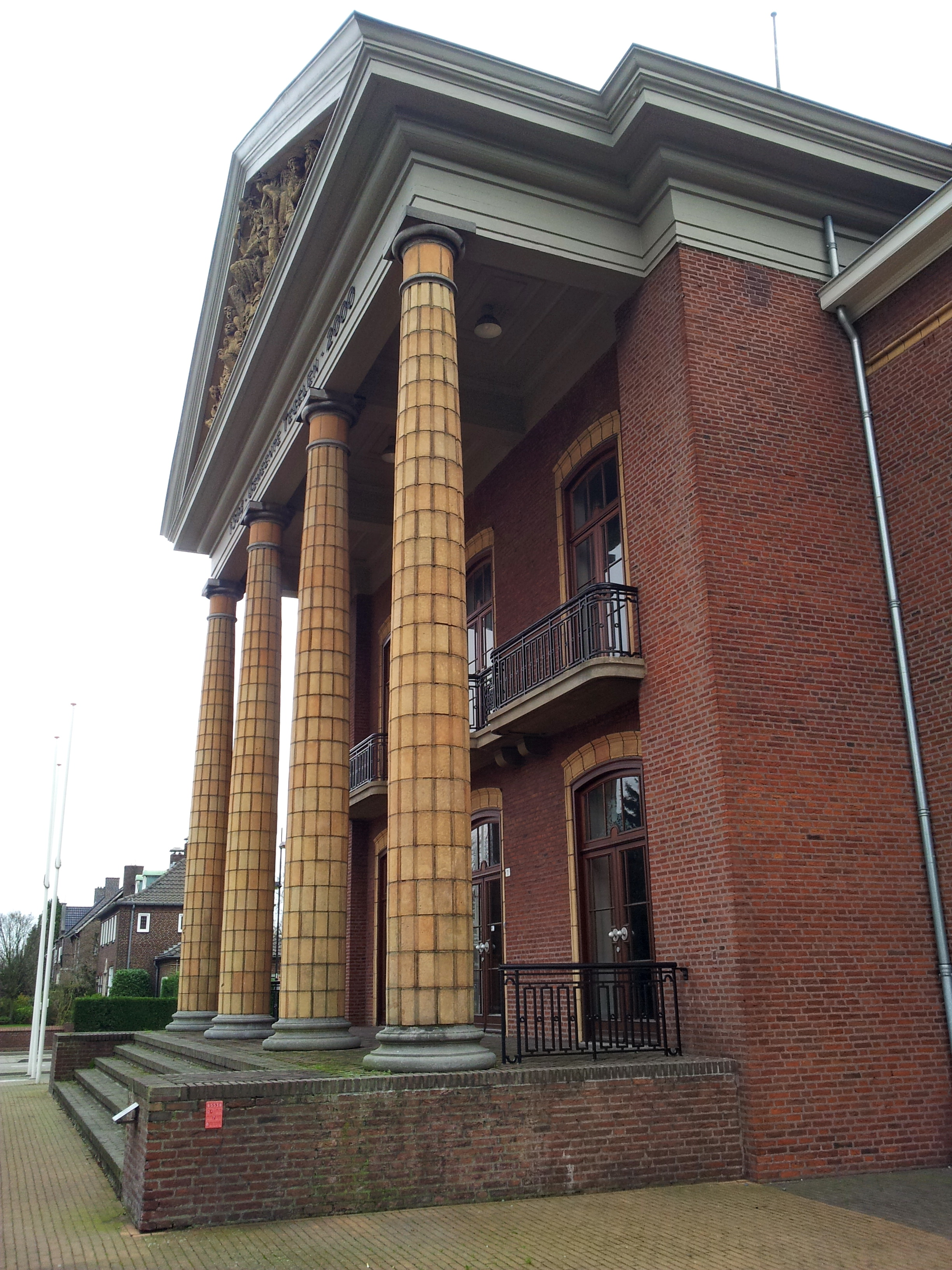
Portico vanuit het westen
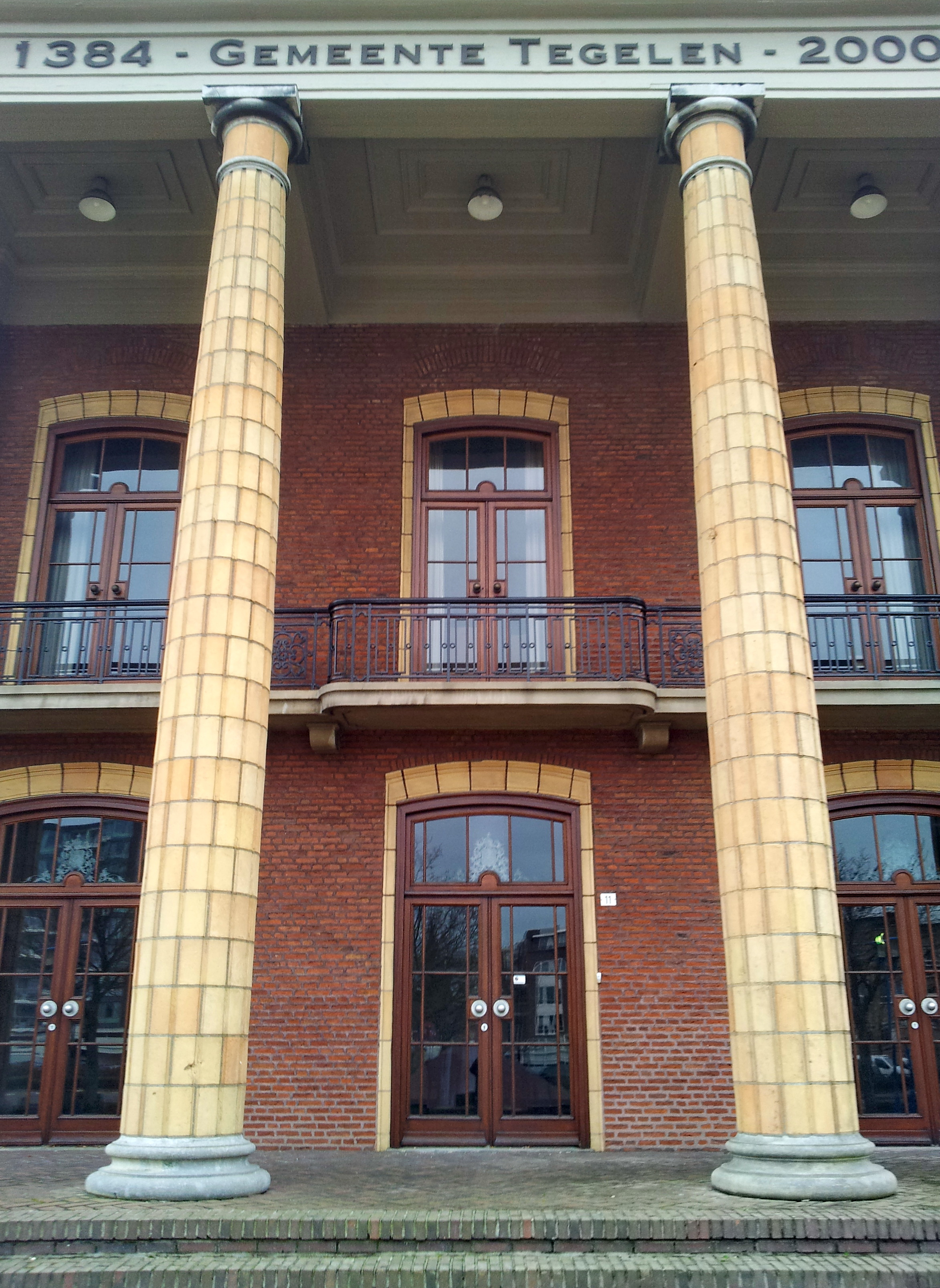
Detail portico met entree
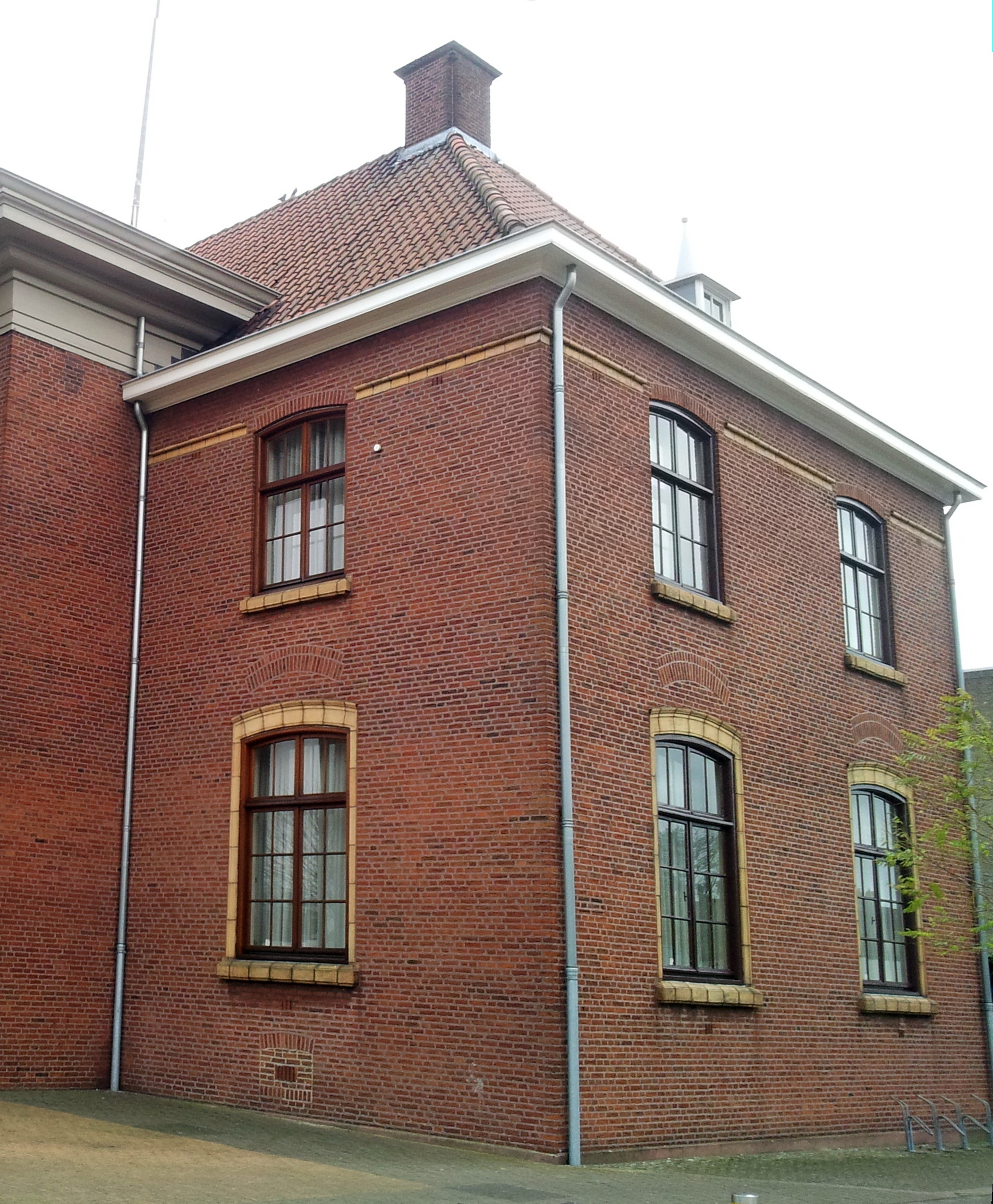
Rechter gebouwdeel

## Interieur
In het pand waren de representatieve functies gesitueerd zoals de raadszaal, burgemeester- en secretariskamer. De ruimtes zijn gelegen rond de grote beneden- en de kleinere bovenhal, welke worden verbonden door een aan de achterzijde asymmetrisch geplaatste trap. De raadszaal sluit aan op het balkon aan de voorzijde.
De benedenhal sluit direct aan op de portico en heeft aan de achterzijde twee verbindingen die aansluiting gaven op de toenmalige noordvleugel. In de benedenhal zijn twee, voor Peutz typische, kolommen waarneembaar.
De ruimtes zijn over het algemeen sober gepleisterd, met overgangen van muren naar plafonds. Plaatselijk enig sierpleisterwerk in de vorm van het Tegels wapen en een sobere cassette-indeling zoals bij de voormalige raadzaal. Als contrast met het pleisterwerk staan de is structurerend de geverniste eikenhouten deuren en deurposten. Bij de vloer en de plinten van de hal en trap is zwart marmer gebruikt. In de overige ruimtes ligt parket. Behoudens enkele noodzakelijke wijzigingen is het interieur op grote delen intact.